# Lodewijk V van Beieren
Lodewijk V van Beieren bijgenaamd de Brandenburger (mei 1315 — Zorneding, 18 september 1361) was van 1323 tot 1351 markgraaf van Brandenburg, van 1347 tot 1349 hertog van Beieren, van 1349 tot aan zijn dood hertog van Opper-Beieren en van 1342 tot aan zijn dood was hij medegraaf van Tirol. Hij behoorde tot het huis Wittelsbach.

## Levensloop
Lodewijk V was de zoon van hertog Lodewijk IV, bovendien keizer van het Heilige Roomse Rijk en Beatrix van Silezië, dochter van hertog Bolko I van Schweidnitz. 

### Markgraaf van Brandenburg
In 1320 annexeerde zijn vader het markgraafschap Brandenburg toen de laatste markgraaf uit het huis Ascaniërs, Hendrik II het Kind, zonder erfgenamen stierf. Hierbij negeerde Lodewijk IV de aanspraken van hertog Rudolf I van Saksen-Wittenberg, die ook een Ascaniër was. In 1323 benoemde hij zijn oudste zoon Lodewijk V tot markgraaf van Brandenburg. Omdat Lodewijk V echter nog minderjarig was, werd hij onder het regentschap geplaatst van graaf Berthold VIII van Henneberg. In 1324 liet Rudolf I van Saksen-Wittenberg zijn aanspraken op Brandenburg vallen in ruil voor een compensatie.
Om de macht van het Huis Wittelsbach in het noorden van Duitsland te versterken, werd Lodewijk in 1324 door zijn vader uitgehuwelijkt aan Margaretha, de oudste dochter van koning Christoffel II van Denemarken. Desondanks zou de Wittelsbach-regering in Brandenburg nooit veel steun genieten bij de bevolking. Zo werd in 1325 proost Nikolaus von Bernau door burgers van Berlijn en Cölln vermoord, waarna beide steden onder pauselijk interdict werden geplaatst. De publieke onrust leidde bovendien vanaf 1328 tot een heropleving van het eeuwenlange conflict tussen Brandenburg en het hertogdom Pommeren. Na een reeks veldslagen in de late jaren 1320 en de vroege jaren 1330 moesten de hertogen van Pommeren zich terugtrekken uit de regio Uckermark. In 1330 lieten de Pommerse hertogen hun hertogdom als pauselijk leen verklaren om zo de Brandenburgse claims te omzeilen. In 1338 kwam het uiteindelijk tot vrede tussen Pommeren en Brandenburg: Lodewijk V liet zijn claims op Pommeren vallen, maar bleef wel het recht op erfopvolging in Pommeren behouden.
Omdat Lodewijk V het markgraafschap Brandenburg als leendomein van het Heilige Roomse Rijk had gekregen, speelde hij in 1338 een belangrijke rol in de Verklaring van Rhense, waarbij hij de rechten van zijn vader benadrukte om zo een einde te stellen aan de bemoeienissen van paus Benedictus XII. In 1340 overtuigden Lodewijk en hertog Johan III van Holstein-Kiel Waldemar IV, een broer van Lodewijks echtgenote Margaretha, om koning van Denemarken te worden. Het Huis Wittelsbach bleef daarna goede contacten behouden met het Deense hof, ook nadat Lodewijks echtgenote Margaretha van Denemarken later dat jaar stierf.
Vanaf 1342 verbleef Lodewijk voornamelijk in Beieren en Tirol. Op 10 februari 1342 huwde hij namelijk met gravin Margaretha van Tirol, om op die manier haar bezittingen in handen te krijgen van het Huis Wittelsbach. Margaretha was echter nog niet officieel gescheiden van haar vorige echtgenoot, markgraaf Jan Hendrik van Moravië, die ze in 1341 uit Tirol had verbannen. Jan Hendrik was een zoon van koning Jan de Blinde van Bohemen, die in 1310 Margaretha's vader Hendrik had afgezet als koning van Bohemen. Omdat Margaretha nog niet officieel gescheiden was, was het huwelijk tussen Lodewijk en Margaretha slechts een burgerlijk huwelijk en geen kerkelijk. Lodewijks vader, keizer Lodewijk IV, erkende het huwelijk met Margaretha, maar paus Clemens VI excommuniceerde het echtpaar onmiddellijk. Ook werd het huwelijk door de rest van Europa als een schandaal aanzien. Omdat Lodewijk door het huwelijk ook graaf van Tirol was geworden, werd het graafschap Tirol bovendien onder interdict geplaatst en Lodewijks regering werd verworpen door de bisschoppen van Brixen en Trente. Desondanks wisten de Wittelsbachs de steun te verwerven van de lokale edelen, die als dank hiervoor verschillende privileges kregen.

### Hertog van Beieren
In oktober 1347 stierf zijn vader, waarna Lodewijk hem samen met zijn vijf broers opvolgde als hertog van Beieren en als graaf van Holland, Zeeland en Henegouwen. Omdat het moeilijk te regeren was met vijf broers, werden op 12 september 1349 Beieren en de overige bezittingen van het Huis Wittelsbach in de Nederlanden verdeeld. Lodewijk en zijn jongere broers Lodewijk VI en Otto V kregen Opper-Beieren, terwijl de andere broers Stefanus II, Willem I en Albrecht I het Neder-Beieren en de graafschappen Holland, Zeeland en Henegouwen kregen.
Omdat hij nog steeds onder excommunicatie stond, kon Lodewijk zijn vader niet opvolgen als keizer van het Heilige Roomse Rijk. Hij probeerde vervolgens markgraaf Frederik II van Meißen te overtuigen om kandidaat-Rooms-Duits koning te zijn, maar die weigerde omdat hij de onstandvastigheid van de stemmers wantrouwde. Vervolgens onderhandelde Lodewijk met koning Eduard III van Engeland, een bondgenoot van zijn vader, om kandidaat-Rooms-Duits koning te zijn tegen koning Karel IV van Bohemen, de oudere broer van Margaretha's vroegere echtgenoot Jan Hendrik. Edward werd op 10 januari 1348 in Lahnstein tot Rooms-Duits koning verkozen, maar trad al na vier maanden af. Hierdoor werd Karel IV alsnog Rooms-Duits koning, waarna de aanhangers van het Huis Wittelsbach in 1349 graaf Günther XXI van Schwarzburg lieten verkiezen tot tegenkoning. Lodewijk V kon hierdoor een succesvol verzet voeren tegen Karel IV, hoewel het tegenkoningschap van Gunther XXI mislukte. Ook zorgde er tot aan zijn dood voor dat het Huis Wittelsbach al zijn bezittingen kon behouden.
In 1347 kon Lodewijk V een aanval van Karel IV tegen het graafschap Tirol afweren. In alliantie met Pommeren en Denemarken onderdrukte hij vervolgens een revolutie die in 1348-1350 in Brandenburg woedde. Deze was veroorzaakt door de Valse Waldemar, een fantast die beweerde de in 1319 overleden markgraaf Waldemar van Brandenburg te zijn en claimde onterecht doodverklaard te zijn tijdens een pelgrimstocht naar Palestina. Deze Valse Waldemar was vermoedelijk een stroman ingehuurd door keizer Karel IV en/of de andere linies van het Huis Ascaniërs en werd tussen 1348 en 1350 erkend als markgraaf van Brandenburg, met de militaire steun van Karel IV en de Ascaniërs. Het Huis Wittelsbach werd bijna volledig verdreven uit Brandenburg en had enkel nog het Neumarkgebied en enkele aanliggende gebieden onder controle. Een alliantie van het Huis Wittelsbach, Pommeren en Denemarken kon tegen begin 1350 een groot deel van Brandenburg heroveren, waarna het conflict op 16 februari 1350 werd beëindigd met het Verdrag van Bautzen. Lodewijk werd door keizer Karel IV opnieuw geïnstalleerd als markgraaf van Brandenburg, maar de burgeroorlog had een grote ravage aangericht in Brandenburg.
In december 1351 stond Lodewijk V het markgraafschap Brandenburg af aan zijn jongere broers Lodewijk VI en Otto V, in ruil voor de alleenheerschappij in Opper-Beieren. Lodewijk V regeerde vanaf dan enkel over Opper-Beieren en Tirol en resideerde afwisselend in München en Meran. In 1349 en 1352 vaardigde hij twee decreten uit om de consequenties van de Zwarte Dood te verlichten en waarin hij de Joden dwong om zich in de Opper-Beierse landerijen te vestigen.
Zijn broer Lodewijk VI, die van 1351 tot 1365 markgraaf van Brandenburg was, moest de Wittelsbach-regering in Brandenburg herstellen door de tegenstand van de Ascaniërs tegen te gaan en tegen 1355 was hij daarin geslaagd. Tijdens dit proces werd in 1354 de grens tussen Pommeren en Brandenburg in de Uckermark definitief vastgelegd. Bij de Gouden Bul van 1356 kregen binnen het Huis Wittelsbach enkel de paltsgraaf aan de Rijn en Lodewijk VI als markgraaf van Brandenburg de titel van keurvorst toegewezen, wat een nieuw conflict veroorzaakte tussen Lodewijk V en Karel IV.
Lodewijk V onderhield goede relaties met zijn verwanten van het Huis Habsburg en in 1352 trad hij op als bemiddelaar in het conflict tussen hertog Albrecht II van Oostenrijk en het Oude Eedgenootschap. Toen Lodewijks zoon Meinhard III in september 1359 huwde met Margaretha, de dochter van Albrecht II, werden Lodewijk en zijn echtgenote met de steun van de Habsburgers van hun excommunicatie ontheven.
In september 1361 stierf Lodewijk V plotseling in Zorneding nabij München, toen hij van Tirol naar München reisde. Zijn zoon Meinhard III volgde hem op als hertog van Opper-Beieren en graaf van Tirol, maar stierf twee jaar later. Vervolgens verkocht Lodewijks weduwe Margaretha van Tirol het graafschap Tirol aan hertog Rudolf IV van Oostenrijk. Lodewijk V werd bijgezet in de Frauenkirche van München.

## Huwelijken en nakomelingen
In 1324 huwde Lodewijk met Margaretha (1305-1340), dochter van koning Christoffel II van Denemarken. Het huwelijk bleef kinderloos.
Na de dood van Margaretha hertrouwde hij op 10 februari 1342 met gravin Margaretha van Tirol (1318-1369). Ze kregen vier kinderen:
- Herman (1343-1360)
- Meinhard III (1344-1363), hertog van Opper-Beieren en graaf van Tirol
- een jonggestorven dochter
- een jonggestorven dochter

## Kwartierstaat
| Otto II van Beieren (1206-1253) | Otto II van Beieren (1206-1253) | Otto II van Beieren (1206-1253) | Otto II van Beieren (1206-1253) | Otto II van Beieren (1206-1253)     | Otto II van Beieren (1206-1253)     | Agnes van de Palts (1201-1267)      | Agnes van de Palts (1201-1267)      | Agnes van de Palts (1201-1267)      | Agnes van de Palts (1201-1267)      | Agnes van de Palts (1201-1267) | Agnes van de Palts (1201-1267) |                               |                               | Rudolf I (1218-1291)               | Rudolf I (1218-1291)               | Rudolf I (1218-1291)               | Rudolf I (1218-1291)               | Rudolf I (1218-1291)               | Rudolf I (1218-1291)               | Gertrude van Hohenberg (1225-1281) | Gertrude van Hohenberg (1225-1281) | Gertrude van Hohenberg (1225-1281) | Gertrude van Hohenberg (1225-1281) | Gertrude van Hohenberg (1225-1281) | Gertrude van Hohenberg (1225-1281) |                              |                              | Bolesław II van Liegnitz (ca. 1217-1278) | Bolesław II van Liegnitz (ca. 1217-1278) | Bolesław II van Liegnitz (ca. 1217-1278) | Bolesław II van Liegnitz (ca. 1217-1278) | Bolesław II van Liegnitz (ca. 1217-1278) | Bolesław II van Liegnitz (ca. 1217-1278) | Hedwig van Anhalt (overleden in 1259)   | Hedwig van Anhalt (overleden in 1259)   | Hedwig van Anhalt (overleden in 1259)   | Hedwig van Anhalt (overleden in 1259)   | Hedwig van Anhalt (overleden in 1259) | Hedwig van Anhalt (overleden in 1259) |                                     |                                     | Otto V van Brandenburg (ca. 1246-1298) | Otto V van Brandenburg (ca. 1246-1298) | Otto V van Brandenburg (ca. 1246-1298)       | Otto V van Brandenburg (ca. 1246-1298)       | Otto V van Brandenburg (ca. 1246-1298)       | Otto V van Brandenburg (ca. 1246-1298)       | Judith (Jutta) van Henneberg (ca. 1252- ca. 1312) | Judith (Jutta) van Henneberg (ca. 1252- ca. 1312) | Judith (Jutta) van Henneberg (ca. 1252- ca. 1312) | Judith (Jutta) van Henneberg (ca. 1252- ca. 1312) | Judith (Jutta) van Henneberg (ca. 1252- ca. 1312) | Judith (Jutta) van Henneberg (ca. 1252- ca. 1312) |  |  |  |  |  |  |  |  |  |  |  |  |  |  |  |  |  |  |  |  |  |  |  |  |  |  |  |  |  |  |  |  |  |  |  |  |  |  |  |  |  |  |  |  |  |  |  |  |
| Otto II van Beieren (1206-1253) | Otto II van Beieren (1206-1253) | Otto II van Beieren (1206-1253) | Otto II van Beieren (1206-1253) | Otto II van Beieren (1206-1253)     | Otto II van Beieren (1206-1253)     | Agnes van de Palts (1201-1267)      | Agnes van de Palts (1201-1267)      | Agnes van de Palts (1201-1267)      | Agnes van de Palts (1201-1267)      | Agnes van de Palts (1201-1267) | Agnes van de Palts (1201-1267) |                               |                               | Rudolf I (1218-1291)               | Rudolf I (1218-1291)               | Rudolf I (1218-1291)               | Rudolf I (1218-1291)               | Rudolf I (1218-1291)               | Rudolf I (1218-1291)               | Gertrude van Hohenberg (1225-1281) | Gertrude van Hohenberg (1225-1281) | Gertrude van Hohenberg (1225-1281) | Gertrude van Hohenberg (1225-1281) | Gertrude van Hohenberg (1225-1281) | Gertrude van Hohenberg (1225-1281) |                              |                              | Bolesław II van Liegnitz (ca. 1217-1278) | Bolesław II van Liegnitz (ca. 1217-1278) | Bolesław II van Liegnitz (ca. 1217-1278) | Bolesław II van Liegnitz (ca. 1217-1278) | Bolesław II van Liegnitz (ca. 1217-1278) | Bolesław II van Liegnitz (ca. 1217-1278) | Hedwig van Anhalt (overleden in 1259)   | Hedwig van Anhalt (overleden in 1259)   | Hedwig van Anhalt (overleden in 1259)   | Hedwig van Anhalt (overleden in 1259)   | Hedwig van Anhalt (overleden in 1259) | Hedwig van Anhalt (overleden in 1259) |                                     |                                     | Otto V van Brandenburg (ca. 1246-1298) | Otto V van Brandenburg (ca. 1246-1298) | Otto V van Brandenburg (ca. 1246-1298)       | Otto V van Brandenburg (ca. 1246-1298)       | Otto V van Brandenburg (ca. 1246-1298)       | Otto V van Brandenburg (ca. 1246-1298)       | Judith (Jutta) van Henneberg (ca. 1252- ca. 1312) | Judith (Jutta) van Henneberg (ca. 1252- ca. 1312) | Judith (Jutta) van Henneberg (ca. 1252- ca. 1312) | Judith (Jutta) van Henneberg (ca. 1252- ca. 1312) | Judith (Jutta) van Henneberg (ca. 1252- ca. 1312) | Judith (Jutta) van Henneberg (ca. 1252- ca. 1312) |  |  |  |  |  |  |  |  |  |  |  |  |  |  |  |  |  |  |  |  |  |  |  |  |  |  |  |  |  |  |  |  |  |  |  |  |  |  |  |  |  |  |  |  |  |  |  |  |
|                                 |                                 |                                 |                                 |                                     |                                     |                                     |                                     |                                     |                                     |                                |                                |                               |                               |                                    |                                    |                                    |                                    |                                    |                                    |                                    |                                    |                                    |                                    |                                    |                                    |                              |                              |                                          |                                          |                                          |                                          |                                          |                                          |                                         |                                         |                                         |                                         |                                       |                                       |                                     |                                     |                                        |                                        |                                              |                                              |                                              |                                              |                                                   |                                                   |                                                   |                                                   |                                                   |                                                   |  |  |  |  |  |  |  |  |  |  |  |  |  |  |  |  |  |  |  |  |  |  |  |  |  |  |  |  |  |  |  |  |  |  |  |  |  |  |  |  |  |  |  |  |  |  |  |  |
|                                 |                                 |                                 |                                 | Lodewijk II van Beieren (1229-1294) | Lodewijk II van Beieren (1229-1294) | Lodewijk II van Beieren (1229-1294) | Lodewijk II van Beieren (1229-1294) | Lodewijk II van Beieren (1229-1294) | Lodewijk II van Beieren (1229-1294) |                                |                                |                               |                               |                                    |                                    | Mathilde van Habsburg (1253-1304)  | Mathilde van Habsburg (1253-1304)  | Mathilde van Habsburg (1253-1304)  | Mathilde van Habsburg (1253-1304)  | Mathilde van Habsburg (1253-1304)  | Mathilde van Habsburg (1253-1304)  |                                    |                                    |                                    |                                    |                              |                              |                                          |                                          |                                          |                                          | Bolko I van Schweidnitz (ca. 1253-1301)  | Bolko I van Schweidnitz (ca. 1253-1301)  | Bolko I van Schweidnitz (ca. 1253-1301) | Bolko I van Schweidnitz (ca. 1253-1301) | Bolko I van Schweidnitz (ca. 1253-1301) | Bolko I van Schweidnitz (ca. 1253-1301) |                                       |                                       |                                     |                                     |                                        |                                        | Beatrix van Brandenburg (ca. 1270-voor 1316) | Beatrix van Brandenburg (ca. 1270-voor 1316) | Beatrix van Brandenburg (ca. 1270-voor 1316) | Beatrix van Brandenburg (ca. 1270-voor 1316) | Beatrix van Brandenburg (ca. 1270-voor 1316)      | Beatrix van Brandenburg (ca. 1270-voor 1316)      |                                                   |                                                   |                                                   |                                                   |  |  |  |  |  |  |  |  |  |  |  |  |  |  |  |  |  |  |  |  |  |  |  |  |  |  |  |  |  |  |  |  |  |  |  |  |  |  |  |  |  |  |  |  |  |  |  |  |
|                                 |                                 |                                 |                                 | Lodewijk II van Beieren (1229-1294) | Lodewijk II van Beieren (1229-1294) | Lodewijk II van Beieren (1229-1294) | Lodewijk II van Beieren (1229-1294) | Lodewijk II van Beieren (1229-1294) | Lodewijk II van Beieren (1229-1294) |                                |                                |                               |                               |                                    |                                    | Mathilde van Habsburg (1253-1304)  | Mathilde van Habsburg (1253-1304)  | Mathilde van Habsburg (1253-1304)  | Mathilde van Habsburg (1253-1304)  | Mathilde van Habsburg (1253-1304)  | Mathilde van Habsburg (1253-1304)  |                                    |                                    |                                    |                                    |                              |                              |                                          |                                          |                                          |                                          | Bolko I van Schweidnitz (ca. 1253-1301)  | Bolko I van Schweidnitz (ca. 1253-1301)  | Bolko I van Schweidnitz (ca. 1253-1301) | Bolko I van Schweidnitz (ca. 1253-1301) | Bolko I van Schweidnitz (ca. 1253-1301) | Bolko I van Schweidnitz (ca. 1253-1301) |                                       |                                       |                                     |                                     |                                        |                                        | Beatrix van Brandenburg (ca. 1270-voor 1316) | Beatrix van Brandenburg (ca. 1270-voor 1316) | Beatrix van Brandenburg (ca. 1270-voor 1316) | Beatrix van Brandenburg (ca. 1270-voor 1316) | Beatrix van Brandenburg (ca. 1270-voor 1316)      | Beatrix van Brandenburg (ca. 1270-voor 1316)      |                                                   |                                                   |                                                   |                                                   |  |  |  |  |  |  |  |  |  |  |  |  |  |  |  |  |  |  |  |  |  |  |  |  |  |  |  |  |  |  |  |  |  |  |  |  |  |  |  |  |  |  |  |  |  |  |  |  |
|                                 |                                 |                                 |                                 |                                     |                                     |                                     |                                     |                                     |                                     | Lodewijk de Beier (1282-1347)  | Lodewijk de Beier (1282-1347)  | Lodewijk de Beier (1282-1347) | Lodewijk de Beier (1282-1347) | Lodewijk de Beier (1282-1347)      | Lodewijk de Beier (1282-1347)      |                                    |                                    |                                    |                                    |                                    |                                    |                                    |                                    |                                    |                                    |                              |                              |                                          |                                          |                                          |                                          |                                          |                                          |                                         |                                         |                                         |                                         | Beatrix van Silezië (ca. 1290-1322)   | Beatrix van Silezië (ca. 1290-1322)   | Beatrix van Silezië (ca. 1290-1322) | Beatrix van Silezië (ca. 1290-1322) | Beatrix van Silezië (ca. 1290-1322)    | Beatrix van Silezië (ca. 1290-1322)    |                                              |                                              |                                              |                                              |                                                   |                                                   |                                                   |                                                   |                                                   |                                                   |  |  |  |  |  |  |  |  |  |  |  |  |  |  |  |  |  |  |  |  |  |  |  |  |  |  |  |  |  |  |  |  |  |  |  |  |  |  |  |  |  |  |  |  |  |  |  |  |
|                                 |                                 |                                 |                                 |                                     |                                     |                                     |                                     |                                     |                                     | Lodewijk de Beier (1282-1347)  | Lodewijk de Beier (1282-1347)  | Lodewijk de Beier (1282-1347) | Lodewijk de Beier (1282-1347) | Lodewijk de Beier (1282-1347)      | Lodewijk de Beier (1282-1347)      |                                    |                                    |                                    |                                    |                                    |                                    |                                    |                                    |                                    |                                    |                              |                              |                                          |                                          |                                          |                                          |                                          |                                          |                                         |                                         |                                         |                                         | Beatrix van Silezië (ca. 1290-1322)   | Beatrix van Silezië (ca. 1290-1322)   | Beatrix van Silezië (ca. 1290-1322) | Beatrix van Silezië (ca. 1290-1322) | Beatrix van Silezië (ca. 1290-1322)    | Beatrix van Silezië (ca. 1290-1322)    |                                              |                                              |                                              |                                              |                                                   |                                                   |                                                   |                                                   |                                                   |                                                   |  |  |  |  |  |  |  |  |  |  |  |  |  |  |  |  |  |  |  |  |  |  |  |  |  |  |  |  |  |  |  |  |  |  |  |  |  |  |  |  |  |  |  |  |  |  |  |  |
|                                 |                                 |                                 |                                 |                                     |                                     |                                     |                                     |                                     |                                     |                                |                                |                               |                               |                                    |                                    |                                    |                                    |                                    |                                    |                                    |                                    |                                    |                                    |                                    |                                    |                              |                              |                                          |                                          |                                          |                                          |                                          |                                          |                                         |                                         |                                         |                                         |                                       |                                       |                                     |                                     |                                        |                                        |                                              |                                              |                                              |                                              |                                                   |                                                   |                                                   |                                                   |                                                   |                                                   |  |  |  |  |  |  |  |  |  |  |  |  |  |  |  |  |  |  |  |  |  |  |  |  |  |  |  |  |  |  |  |  |  |  |  |  |  |  |  |  |  |  |  |  |  |  |  |  |
|                                 |                                 |                                 |                                 |                                     |                                     |                                     |                                     |                                     |                                     |                                |                                |                               |                               |                                    |                                    |                                    |                                    |                                    |                                    |                                    |                                    |                                    |                                    |                                    |                                    |                              |                              |                                          |                                          |                                          |                                          |                                          |                                          |                                         |                                         |                                         |                                         |                                       |                                       |                                     |                                     |                                        |                                        |                                              |                                              |                                              |                                              |                                                   |                                                   |                                                   |                                                   |                                                   |                                                   |  |  |  |  |  |  |  |  |  |  |  |  |  |  |  |  |  |  |  |  |  |  |  |  |  |  |  |  |  |  |  |  |  |  |  |  |  |  |  |  |  |  |  |  |  |  |  |  |
|                                 |                                 |                                 |                                 | Mathilde van Beieren (1313-1346)    | Mathilde van Beieren (1313-1346)    | Mathilde van Beieren (1313-1346)    | Mathilde van Beieren (1313-1346)    | Mathilde van Beieren (1313-1346)    | Mathilde van Beieren (1313-1346)    |                                |                                |                               |                               | Lodewijk V van Beieren (1315-1361) | Lodewijk V van Beieren (1315-1361) | Lodewijk V van Beieren (1315-1361) | Lodewijk V van Beieren (1315-1361) | Lodewijk V van Beieren (1315-1361) | Lodewijk V van Beieren (1315-1361) |                                    |                                    |                                    |                                    | Anna van Beieren (1316-1319)       | Anna van Beieren (1316-1319)       | Anna van Beieren (1316-1319) | Anna van Beieren (1316-1319) | Anna van Beieren (1316-1319)             | Anna van Beieren (1316-1319)             |                                          |                                          |                                          |                                          | Agnes van Beieren (geboren in 1318)     | Agnes van Beieren (geboren in 1318)     | Agnes van Beieren (geboren in 1318)     | Agnes van Beieren (geboren in 1318)     | Agnes van Beieren (geboren in 1318)   | Agnes van Beieren (geboren in 1318)   |                                     |                                     |                                        |                                        | Stefanus II van Beieren (1329-1402)          | Stefanus II van Beieren (1329-1402)          | Stefanus II van Beieren (1329-1402)          | Stefanus II van Beieren (1329-1402)          | Stefanus II van Beieren (1329-1402)               | Stefanus II van Beieren (1329-1402)               |                                                   |                                                   |                                                   |                                                   |  |  |  |  |  |  |  |  |  |  |  |  |  |  |  |  |  |  |  |  |  |  |  |  |  |  |  |  |  |  |  |  |  |  |  |  |  |  |  |  |  |  |  |  |  |  |  |  |